# Belisario Domínguez, Mapastepec
Belisario Domínguez är en ort i Mexiko.   Den ligger i kommunen Mapastepec och delstaten Chiapas, i den sydöstra delen av landet, 800 km sydost om huvudstaden Mexico City. Belisario Domínguez ligger 41 meter över havet och antalet invånare är 272.
Terrängen runt Belisario Domínguez är varierad. Runt Belisario Domínguez är det ganska tätbefolkat, med 62 invånare per kvadratkilometer. Närmaste större samhälle är Mapastepec, 8,5 km väster om Belisario Domínguez. Omgivningarna runt Belisario Domínguez är en mosaik av jordbruksmark och naturlig växtlighet.